# Фердинанд фон Валдбург-Волфег
Фердинанд Мария Лудвиг Вунибалд Евзебиус фон Валдбург-Волфег (на немски: Ferdinand Maria Ludwig Wunibald Eusebius von Waldburg-Wolfegg; * 25 септември 1736; † 24 януари 1779) е фрайхер, имперски наследствен трушес, граф на Валдбург-Волфег и др. (1774 – 1779), императорски кемерер.

## Произход и наследство
Той е най-големият син (от 15 деца) на граф Йозеф Франц фон Валдбург-Волфег (1704 – 1774) и съпругата му алтграфиня Анна Мария Луиза Шарлота фон Залм-Райфершайт (1712 – 1760), дъщеря на граф и алтграф Франц Ернст фон Залм-Райфершайт (1659 – 1727) и принцеса Анна Франциска фон Турн и Таксис (1683 – 1763).
След смъртта му е наследен е от по-малкия му брат Йозеф Алойз (1752 – 1791).

## Фамилия
Фердинанд фон Валдбург-Волфег се жени на 26 юли 1763 г. за графиня Мария Каролина фон Валдбург-Цайл (* 22 юни 1738; † 22 февруари 1779), дъщеря на граф имперски наследствен трушес Франц Ернст фон Валдбург-Цайл-Вурцах (1704 – 1781) и графиня Мария Елеонора фон Кьонигсег-Ротенфелс (1711 – 1766). Те имат 7 деца:
- Франц Йозеф Мария Ернст Кьолестин Антон Вунибалд Витус Евзебиус фон Валдбург-Волфег (* 15 юни 1764; † 3 юли 1765)
- Мария Алойзия Аделхайд Кресценция Елеонора Валпургис Йохана Непомуцена фон Валдбург-Волфег (* 11 октомври 1765, Волфег; † 2 септември 1799, Гльот), омъжена на 26 август 1784 г. в Линдих за граф Йозеф Себастиан Елигиус Фугер фон Гльот (* 1 декември 1749, Дилинген; † 10 септември 1826, Оберндорф)
- Фердинанд Мария Алойз Карл Антон Беда Евзебиус фон Валдбург-Волфег (* 7 декември 1767; † 3 февруари 1769)
- Мария Кресценция Валпурга Алойзия Евсебия фон Валдбург-Волфег (* 5 август 1769; † 8 юли 1787)
- Мария Анна Бернхардина Кресценция Валпургис Алойзия Фелицитас Евсебия фон Валдбург-Волфег (* 11 януари 1772, Волфег; † 6 юли 1835, Кемптен), омъжена на 18 февруари 1798 г. във Волфег за 1. княз Максимилиан фон Валдбург-Цайл-Траухбург (* 20 август 1750, Мюнхен; † 16 май 1818, Цайл), син на граф Франц Антон фон Валдбург-Цайл-Траухбург (1714 – 1790) и Мария Анна София Терезия фон Валдбург-Траухбург (1728 – 1782)
- Мария Фелицитас Алойзия фон Валдбург-Волфег (* 19 февруари 1775; † 10 юли 1834), монахиня в Бухау
- Филип Мария Йозеф Фиделис Беда фон Валдбург-Волфег (* 4 ноември 1776; † 25 май 1777)